# Lucky Louie
Lucky Louie – amerykański sitcom telewizyjny o rodzinie, której głową jest Louie. W serialu występują m.in. Louis C.K. oraz Pamela Adlon. Serial miał premierę w USA 11 czerwca 2006 roku. HBO zamówiło 12 odcinków serialu, które zostały wyemitowane w 2006 roku w czasie sezonu wakacyjnego. Zostało także zamówione osiem dalszych odcinków, jednak we wrześniu 2006 HBO ogłosiło, że serial schodzi z anteny.
Serial na pierwszy rzut oka jest opowieścią o typowej rodzinie. Jednakże porusza sprawy dorosłych ludzi, takie jak seks oraz używanie wulgarnego języka. W serialu pojawia się także męską nagość. Louis C.K. ogłosił, że w serialu nie będzie kobiecej nagości, ponieważ nie jest w stanie „śmiać się i masturbować w tym samym czasie”.
Slogan reklamowy serialu to: Niektórzy mężczyźni mają marzenia, Louie ma rodzinę (Some men have a dream, Louie has a family).

## Opis
Serial opowiada o Louiem, mężczyźnie, który żyje ze swoją żoną Kim, oraz ich czteroletnią córką, Lucy. Louie pracuje na pół etatu w miejscowym warsztacie tłumików samochodowych, którego właścicielem jest jego znajomy Mike. Kim jest pielęgniarką w szpitalu i to głównie ona utrzymuje rodzinę. W odcinkach 9 i 12 jest dokładnie powiedziane, że miejscem akcji jest Boston.

## Obsada
| Aktor              | Rola   | Notka                     |
| ------------------ | ------ | ------------------------- |
| Louis C.K.         | Louie  | Protagonista              |
| Pamela Adlon       | Kim    | Żona Louiego              |
| Kelly Gould        | Lucy   | Córka Louiego i Kim       |
| Michael G. Hagerty | Mike   | Szef i przyjaciel Louiego |
| Laura Kightlinger  | Tina   | Żona Mike’a               |
| Jerry Minor        | Walter | Sąsiad Louiego i Kim      |
| Kim Hawthorne      | Ellen  | Żona Waltera              |
| Rick Shapiro       | Jerry  | Brat Kim                  |
| Jim Norton         | Rich   | Kolega Louiego            |

## Lista odcinków
| #  | Tytuł             | Reżyseria        | Scenariusz                   | Premiera w USA HBO | Premiera w Polsce HBO Comedy |
| -- | ----------------- | ---------------- | ---------------------------- | ------------------ | ---------------------------- |
| 1  | Pilot             | Gary Halvorson   | Louis C.K.                   | 11 czerwca 2006    | 31 lipca 2014                |
| 2  | Kim’s O           | Andrew D. Weyman | Dan Mintz, Aaron Shure       | 18 czerwca 2006    | 5 sierpnia 2014              |
| 3  | A Mugging Story   | Andrew D. Weyman | Patricia Breen               | 25 czerwca 2006    | 6 sierpnia 2014              |
| 4  | Long Weekend      | Andrew D. Weyman | Louis C.K.                   | 2 lipca 2006       | 7 sierpnia 2014              |
| 5  | Control           | Andrew D. Weyman | Dino Stamatopoulos           | 9 lipca 2006       | 12 sierpnia 2014             |
| 6  | Flowers for Kim   | Andrew D. Weyman | Jon Ross                     | 16 lipca 2006      | 13 sierpnia 2014             |
| 7  | Discipline        | Andrew D. Weyman | Louis C.K., Pamela Adlon     | 23 lipca 2006      | 14 sierpnia 2014             |
| 8  | Get Out           | Andrew D. Weyman | Mike Royce                   | 30 lipca 2006      | 19 sierpnia 2014             |
| 9  | Drinking          | Andrew D. Weyman | Kit Boss                     | 6 sierpnia 2006    | 20 sierpnia 2014             |
| 10 | Confession        | Andrew D. Weyman | Mary Fitzgerald, Aaron Shure | 13 sierpnia 2006   | 21 sierpnia 2014             |
| 11 | Louie Quits       | Andrew D. Weyman | Dan Mintz                    | 20 sierpnia 2006   | 26 sierpnia 2014             |
| 12 | Kim Moves Out     | Andrew D. Weyman | Louis C.K.                   | 27 sierpnia 2006   | 27 sierpnia 2014             |
| 13 | Clowntime Is Over | Andrew D. Weyman | Louis C.K.                   | 2 czerwca 2010     | 28 sierpnia 2014             |